# Salacia longipes
Salacia longipes är en benvedsväxtart som först beskrevs av Oliver, och fick sitt nu gällande namn av N. Hallé. Salacia longipes ingår i släktet Salacia och familjen Celastraceae.

## Underarter
Arten delas in i följande underarter:
- S. l. fredericqii
- S. l. camerunensis
- S. l. longipetiolata